# Ridge Racer DS
Ridge Racer DS è un videogioco, conversione tascabile per Nintendo DS della versione di Ridge Racer 64 per Nintendo 64.

## Modalità di gioco
Elenco delle diverse modalità:
- Giocatore Singolo
  - Gara Rapida
  - Gran Premio
  - Car Attack
  - Time Attack
- Multigiocatore
  - Sfida con più schede
  - Sfida con una sola scheda di gioco

Modalità per un giocatore.
- Gara Rapida

Ideale per avere un'anteprima del gioco: verrete subito catapultati sul primo circuito, con la prima auto disponibile, e inizierete a gareggiare.
- Gran Premio

Questa modalità è il cuore del gioco. Inizialmente avrete a disposizione solo 3 circuiti e 4 macchine. Man mano che completerete tutti i gruppi di 3 gare, riceverete 3 nuovi circuiti e 3 nuove macchine. Mentre i circuiti sono giocabili subito, le automobili invece saranno da sbloccare "definitivamente" nella modalità Car Attack, descritta più avanti. Da notare che i tracciati sono ambientati sempre nelle stesse aree, ma il layout del circuito cambierà passando per nuove strade secondarie. In totale, ci sono 20 piste da correre, divise in 6 classi da 3 gare ciascuna e in 2 classi da una gara ciascuna.
- Car Attack

Quando, dopo aver finito una serie di 3 gare, sbloccherete le 3 macchine previste, troverete le quelle stesse automobili in questa modalità. Ma non saranno utilizzabili subito: piuttosto, ingaggerete una gara contro di loro (una per volta). Nel caso in cui riusciate a vincere, l'automobile sfidata sarà aggiunta definitivamente al vostro garage, e sarà utilizzabile in gara. Ci sono 32 vetture in totale.